# Sabie (Südafrika)
Sabie ist eine Kleinstadt in der Gemeinde Thaba Chweu im Distrikt Ehlanzeni in Südafrika. Sie liegt 350 Kilometer östlich von Pretoria und 64 Kilometer westlich des Kruger-Nationalparks am Fluss Sabie. 2011 hatte Sabie 9148 Einwohner.

## Geschichte
Die Geschichte des ursprünglichen Dorfes Sabie geht bis in die Mitte des 19. Jahrhunderts zurück, als es auf der Farm Grootfontein gegründet wurde. Im Jahre 1871 wurde zehn Kilometer südöstlich von Sabie am Spitzkop Gold entdeckt. Es handelte sich um die ersten kommerziell nutzbaren Mengen in der Südafrikanischen Republik. 1880 kaufte der Großwildjäger Henry Thomas Glynn die Farm. Zusammen mit J. C. Ingle gründete er die Glynns-Lydenburg Gold Mining Company, die bis 1960 Gold förderte. Glynn wurde der erste Bürgermeister von Sabie.

## Verkehr
Sabie liegt an der Eisenbahnstrecke Mbombela–Graskop, die nur noch für Güterverkehr genutzt wird. Die Straßen R532, R536 und R537 führen durch die Stadt. 40 Kilometer südlich von Sabie verläuft die Nationalstraße N4.

## Wirtschaft
Aufgrund der Lage an der Panorama Route und wegen der vielen Wasserfälle ist Sabie heute ein beliebtes Touristenziel. Der Hauptwirtschaftszweig ist die Forstwirtschaft.